# Veri
Veri (Verí) es una aldea española perteneciente a la Entidad Local Menor de San Feliu de Veri, municipio de Bisaurri, en la Ribagorza, provincia de Huesca, Aragón.
Situada en un promontorio junto al tozal del Castellá, coronado con dos bonitos miradores del Pirineo aragonés.
Destacan también Casa Betrana por su arquitectura popular como histórica casa-fortaleza, y la fuente de Veri, epicentro de los acuíferos que abastecen la marca de agua embotellada del mismo nombre.

http://sanfeliudeveri.org/
- Datos: Q13050414